# 芽 (数学)
数学において、位相空間の中あるいは上の対象の芽（め、が、英: germ）とは、その対象に同種の対象を加えて作られた同値類のうち、局所的な性質が共通するように集めてきたものを呼ぶ概念である。特に、問題の対象として関数（あるいは写像）や部分集合を考えることが多い。このアイデアの特定の実行において、問題の集合あるいは写像は解析的あるいは滑らかのようないくつかの性質をもつが、一般にはこれは必要とされない（問題の写像や関数は連続である必要さえない）。しかしながら、対象の定義されている空間は、局所的という言葉がなんらかの意味をもつために位相空間である必要がある。
名前は層 (sheaf「穂束」) のメタファーの続きで cereal germ（胚芽） に由来している。穀物にとってそうであるように芽は（局所的に）関数の「心臓 (heart)」であるからだ。

## 正式な定義

### 基本的な定義
位相空間 X の点 x と、2つの写像 f, g: X → Y （ここで Y は任意の集合）が与えられると、f と g は、x のある近傍 U が存在して U に制限したときに f と g が等しいとき、つまりすべての u ∈ U に対して f(u) = g(u) であるときに、x で同じ芽 (germ) を持つという。同様に、S と T を X の任意の2つの部分集合とすると、x のある近傍 U が存在して S ∩ U = T ∩ U であるときに、それらは x で同じ芽を持つという。
x で同じ芽を持つことが（写像や集合の上で）同値関係であることを確かめることは容易である。その同値類を芽（それぞれ写像の芽あるいは集合の芽）と呼ぶ。同値関係は通常
{\displaystyle f\sim _{x}g} あるいは {\displaystyle S\sim _{x}T}
と書かれる。X 上の写像 f が与えられると、その x での芽は通常 [f]x と表記される。同様に、集合 S の x における芽は [S]x と書かれる。したがって、
{\displaystyle [f]_{x}=\{g\colon X\to Y\mid g\sim _{x}f\}}
である。
X の点 x を Y の点 y に写す写像の x における芽は
{\displaystyle f\colon (X,x)\to (Y,y)}
と表記される。この表記を用いるとき、f は任意の代表写像と同じ文字 f を使って写像の同値類全体として意図されている。
2つの集合が x おいて芽同値であることと、それらの特性関数が x において芽同値であることは同値である
{\displaystyle S\sim _{x}T\;\Longleftrightarrow \;\mathbf {1} _{S}\sim _{x}\mathbf {1} _{T}}
ことに注意する。

### より一般に
写像は X 全体で定義されている必要はなく、特に同じ定義域を持つ必要もない。しかしながら、S と T を X の部分集合として f が定義域 S をもち g が定義域 T を持てば、f と g は次のとき X の点 x において同値な芽である。まず S と T は x において同値な芽である。S ∩ U = T ∩ U としよう。そしてさらに、f|{S ∩ V} = g|{T ∩ V} が x ∈ V ⊂ U なるよりより小さいある近傍 V に対して成り立つ。これは特に2つの設定において意味がある：
1. f は X の部分多様体 V 上定義され、
2. f は x においてある種の極をもち、したがって x において定義さえされていない。例えば有理関数では極が定義域から外される。

### 基本的な性質
f と g が x において同値な芽であれば、それらは連続性や微分可能性といったすべての局所的な性質を共有し、したがって可微分あるいは解析的芽などについて話すことは意味をなす： 部分集合に対しても同様である。芽の1つの代表が解析的集合であれば、すべての代表は少なくとも x のある近傍上で解析的である。
さらに、終域 Y がベクトル空間であれば、芽を足すことが意味をなす： [f]x + [g]x を定義するために、まず近傍 U と V 上でそれぞれ定義された代表元 f と g を取ると、[f]x + [g]x は写像 f + g（ここで f + g は U ∩ V 上定義されている）の x における芽である。（同様にしてより一般の線型結合を定義できる。）
X から Y への写像の x における芽全体の集合は離散位相を除いて有用な位相を持たない。それゆえ芽の収束列について話すことはほとんどあるいは全く意味がない。しかしながら、X と Y が多様体であれば、ジェットの空間 J k
x (X, Y) （写像（-芽）の x における有限項のテイラー級数）は、有限次元ベクトル空間と同一視できるので、確かに位相をもつ。

## 層との関係
芽のアイデアは層と前層の背後にある。位相空間 X 上のアーベル群の前層 {\displaystyle {\mathcal {F}}} はアーベル群 {\displaystyle {\mathcal {F}}(U)} を X の各開集合 U に割り当てる。アーベル群の典型的な例は： U 上の実数値関数、U 上の微分形式、U 上のベクトル場、U 上の正則函数（X が複素平面のとき）、U 上の定数関数、U 上の微分作用素。
V ⊂ U であれば、ある種の協調性条件を満たす制限写像 {\displaystyle \mathrm {res} _{VU}\colon {\mathcal {F}}(U)\to {\mathcal {F}}(V)} が存在する。固定された x に対して、元 {\displaystyle f\in {\mathcal {F}}(U)} と {\displaystyle g\in {\mathcal {F}}(V)} が x において同値であるとは、x の近傍 W ⊂ U ∩ V が存在して resWU(f) = resWV(g) （どちらも {\displaystyle {\mathcal {F}}(W)} の元）ということである。同値類は前層 {\displaystyle {\mathcal {F}}} の x における茎 {\displaystyle {\mathcal {F}}_{x}} をなす。この同値関係は上で記述された芽同値の抽象化である。

## 例
X と Y が付加的な構造を持っていれば、X から Y へのすべての写像の集合の部分集合を、あるいはより一般に与えられた前層 {\displaystyle {\mathcal {F}}} の部分前層と対応する芽を定義することができる： いくつかの顕著な例が続く：
- X, Y がともに位相空間であれば、連続関数たちの部分集合

{\displaystyle C^{0}(X,Y)\subset \operatorname {Hom} (X,Y)\,}
は連続関数芽 (germs of continuous functions) を定義する。
- X と Y が両方可微分構造（英語版）をもてば、k 回連続微分可能な関数全体の部分集合

{\displaystyle C^{k}(X,Y)\subset \operatorname {Hom} (X,Y)\,}
滑らかな関数全体の部分集合
{\displaystyle C^{\infty }(X,Y)=\bigcap _{k}C^{k}(X,Y)\subset \operatorname {Hom} (X,Y)\,}
解析関数全体の部分集合
{\displaystyle C^{\omega }(X,Y)\subset {\mbox{Hom}}(X,Y)}
（ここで ω は無限を表す基数である。これは Ck や C∞ とのアナロジーによる記法の濫用である）を定義することができ、すると（有限回）微分可能な ((finitely) differentiable)、滑らかな (smooth)、解析関数芽 (germs of analytic functions) の空間を構成することができる。
- X, Y が複素構造をもてば（たとえば複素ベクトル空間の部分集合であれば）、それらの間の正則関数を定義することができ、したがって正則関数芽 (germs of holomorphic functions) の空間が構成できる。

- X, Y がある代数的構造をもてば、それらの間の正則（および有理）関数を定義することができ、正則関数芽 (germs of regular functions)（および同様に有理 (rational) 関数芽）を定義することができる。

### 表記
位相空間 X の点 x における X 上の層 {\displaystyle {\mathcal {F}}} の茎は一般に {\displaystyle {\mathcal {F}}_{x}} と表記される。したがって芽は、様々な種類の関数の茎であるので、この型の表記ができる：
- {\displaystyle {\mathcal {C}}_{x}^{0}\,} は x における連続関数芽の空間 (space of germs of continuous functions) である。
- {\displaystyle {\mathcal {C}}_{x}^{k}\,} は各自然数 k に対して x において k 回微分可能な関数芽の空間 (space of germs of k-times-differentiable functions) である。
- {\displaystyle {\mathcal {C}}_{x}^{\infty }\,} は x において無限回微分可能な（「滑らかな」）関数芽の空間 (space of germs of infinitely differentiable ("smooth") functions) である。
- {\displaystyle {\mathcal {C}}_{x}^{\omega }\,} は x において解析関数芽の空間 (space of germs of analytic functions) である。
- {\displaystyle {\mathcal {O}}_{x}\,} は x において（複素幾何において）正則関数芽の空間 (space of germs of holomorphic functions) あるいは（代数幾何学において）正則関数芽の空間 (space of germs of regular functions) である。

集合と多様体の芽に対して、表記はそれほどよく確立されていない：文献で見つかる表記には例えば次のものがある：
- {\displaystyle {\mathfrak {V}}_{x}\,} は x において解析的な多様体の芽の空間 (space of germs of analytic varieties) である。

点 x が固定されていて知られているとき（例えば X が位相ベクトル空間で x = 0 のとき）、それは上の記号のそれぞれにおいて落とすことができる：また、dim X = n のとき、記号の前のサブスクリプトを付け足すことができる。例として
- {\displaystyle {_{n}{\mathcal {C}}^{0}},{_{n}{\mathcal {C}}^{k}},{_{n}{\mathcal {C}}^{\infty }},{_{n}{\mathcal {C}}^{\omega }},{_{n}{\mathcal {O}}},{_{n}{\mathfrak {V}}}\,} は X が n 次元ベクトル空間で x = 0 のときの上で示された芽の空間である。

## 応用
応用におけるキーワードは局所性 (locality) である： 点における関数のすべての局所的な性質はその芽を解析することで研究できる。それらはテイラー級数の一般化であり、実際（微分可能な関数の）芽のテイラー級数が定義される：導関数を計算するのに局所的な情報しか必要ない。
芽は相空間の選ばれた点の近くの力学系の性質を決定する際に有用である： それらは特異点論とカタストロフィー理論において主要なツールの1つである。
考えられている位相空間がリーマン面あるいはより一般に解析的多様体のとき、それらの上の正則関数の芽を冪級数と見ることができ、したがって芽の集合を解析関数の解析接続と考えることができる。